# L'amic invisible
L'amic invisible (títol original: Bogus) és una pel·lícula estatunidenca de gènere fantàstic dirigida per Norman Jewison, estrenada l'any 1996. Ha estat doblada al català.

## Argument
Després de la mort de la seva mare en un accident de cotxe, Albert, set anys, ha d'abandonar Las Vegas i el seu món de lluentors, de pallassos i de il·lusionistes per trobar una nova mamà, la millor amiga d'infantesa de la seva mare.
Harriet, soltera empedreïda i dona independent i dinàmica, no comprèn aquest petit orfe somiador que, per defensar-se del seu pragmatisme li oposa un personatge invisible, Bogus, colós jovial i càlid. Harriet s'esforça en portar el nen a la realitat fins al dia on es ret a l'evidència: Bogus no és un fantasma.

## Repartiment
- Whoopi Goldberg: Harriet
- Gérard Depardieu: Bogus
- Haley Joel Osment: Albert Franklin
- Nancy Travis: Lorraine Franklin
- Andrea Martin: Penny
- Denis Mercier: Senyor Antoine
- Ute Lemper: Babette
- Sheryl Lee Ralph: Ruth Clark
- Kevin Jackson: Bob Morrison
- Richard Portnow: M. Clay Thrasher
- Al Waxman: el principal
- Fiona Reid: la professora

## Rebuda
- Premis 1996: Nominada als Premis Razzie: Pitjor actriu (Whoopi Goldberg)
- Crítica: "Tou però entretingut drama fantàstic. Desaprofitat"[3]